# Pierre Bonnard
Pierre Bonnard (Fontenay-aux-Roses, 1867. október 3. – Le Cannet, 1947. január 23.) francia festő, a posztimpresszionizmus jeles képviselője, a Nabis művészcsoport egyik alapító tagja.

## Élete, munkássága
Bonnard 1867-ben született a Párizs melletti kisvárosban, Fontenay-aux-Roses-ban. Iskoláit itt és a Lyonhoz közeli Grand Lemps-ben végezte. 1887-ben érettségizett, majd jogi tanulmányokba kezdett. Emellett azonban a Julian Akadémiát, majd az École des beaux-arts-t is látogatta, és fontos művészbarátságokat, ismeretségeket kötött (Édouard Vuillard, Paul Sérusier, Maurice Denis). Találkozásaik és elméleti jellegű vitáik egyre rendszeresebbé váltak.
Fontos esemény történt a baráti társaság életében 1888-ban: Sérusier meglátogatta Pont-Avenben, a kis bretagne-i faluban, a Paul Gauguin köré tömörült festőközösséget. Egy erdei sétán folytatott beszélgetésük során Gauguin frappáns mondatokkal fogalmazta meg Sérusier számára festészeti elképzeléseit, a keveretlen színek egymás mellé helyezését: „Milyennek látja ezt a fát? Zöld. Használja palettája legszebb zöldjét! És ezt az árnyékot? Inkább kéknek? Ne féljen a lehető legkékebbre festeni!” Sérusier ebben a szellemben festett egy aprócska képet egy szivardoboz aljára. Hazavitte Párizsba a képet, megmutatta barátainak, és ez az alkotás lett a kis társaság Talizmánja (lásd ). A pont-aveni minta alapján ő is festőtársaságot alakított, ez a csoport lett a Nabis (Próféták), barátjuk, Cazalis nevezte így őket. Alapítói – Sérusier-n kívül – Pierre Bonnard, Maurice Dennis, Édouard Vuillard, Ker-Xavier Roussel, Paul Ranson és mások voltak. Később, 1894-ben csatlakozott hozzájuk Rippl-Rónai József, majd – többek között – Morgens Ballin és Felix Vallotton. Maga Bonnard tulajdonképpen csak ekkor határozta el magában, hogy a festészettel kíván foglalkozni. A csoport festészeti stílusában kétségkívül voltak stílusbéli hasonlóságok, de egységes Nabis-stílus nem alakult ki. A gauguini elveken kívül, eltérő mértékben ugyan, de hatott rájuk a korszak fontos áramlata, a szimbolizmus is. A csoport összejöveteleken vitatta meg a fontosnak tartott művészeti kérdéseket, látogatták a párizsi múzeumokat, de a műkereskedőket is, ahol Van Gogh és Cezanne képeivel is találkoztak. A társaság mintegy tíz év fennállás után kezdett szétesni, utolsó közös kiállításukat 1899-ben tartották.
Bonnard művészetében – végső soron a többiekében is – fontos momentum volt a Nabis-hoz való tartozás. 1890-ben Vuillard-ral közösen bérelt műtermet és az ekkori Bonnard-ról írta Rippl-Rónai, hogy „tipikus montmartre-i alak” volt. Első képei határozottan gaugini hatást mutatnak (pl. Gyakorlat, 1890). Plakátokat is készített (ebben az időszakban Toulouse-Lautrec után a plakátkészítés komoly művészi tevékenység volt), és ez a plakátszerűség, a nagy foltok, a szokatlan kivágások táblaképein is megjelentek. Új stílus jelent meg a forrongó művészeti életben: a szecesszió (amit országonként más névvel, Franciaországban „Art nouveau” illettek és némiképp más megjelenési formája is volt). A stílus dekorativitása erősen hatott Bonnard-ra is, több e stílusjegyeket magán viselő képet is festett (Fésülködőköpeny, 1891, Krokettjátszma, 1892). A stíluskeresés jegyében impresszionista jellegű városképeket is festett ekkor, és néha már olyan képeket is, amelyeket már a kialakult eszköztárral rendelkező festő alkotása is lehetne. Ilyen például a budapesti Szépművészeti Múzeumban látható, 1894-es Anya és gyermeke. Sok grafikát is készített ebben az időszakban, ezek közül is több a Szépművészeti Múzeum tulajdona.
A századforduló előtti években az addigi Gauguin-es színekkel festő Bonnard képei elsötétültek: feketék, szürkék jelentek meg rajtuk és uralták a képek színvilágát. Érdekes, hogy ekkoriban Rippl-Rónai és Vuillard stílusában is megjelentek ezek a vonások, nyilván a Nabis hatásaként. Lassacskán változott a stílus, kezdte megtalálni a csak rá jellemző hangot, a témák is, enteriőröket, arcképeket, aktokat kezd festeni. Képeinek perspektívája, a képszerkesztés módja is változott. Aktjait a mindennapi tárgyak között ábrázolta, tisztálkodás, szépítkezés közben, rafinált megvilágítást alkalmazva. Aktképein, de enteriőrjein is gyakran alkalmazta a tükröt, új perspektívákat nyitva az adott képen. Másik jellegzetessége a nyitott ajtók, ablakok mögötti dolgok, a kinti tájrészlet megmutatása.
Vernonban élt és dolgozott csendes visszavonultságban. 1924-ben nagy retrospektív kiállítása volt Párizsban, majd a következő évtizedtől kezdődően a világ minden részén kiállították képeit (New York, Zürich, London, Stockholm, Chicago stb.). Tengerparti, folyóparti tájképeket fest, felfedezi ismét a gyümölcsös csendéleteket, apró ecsetvonásokkal rakja fel a festéket. Igen precíz festő, nem egyszer előfordult, hogy még a kiállításra kiakasztott képen is javított valamit. Rendkívül tónus-gazdagon festett, ugyanakkor a kép tárgya mintegy feloldódott a modellt, tárgyat, tájat megvilágító fényárban. Utolsó éveiben freskókat festett, templomi üvegablakokat is készített.
A második világháború éveiben sorra elvesztette a számára legfontosabbnak számító embereket: meghalt felesége, legjobb barátja, Vuillard. 1947-ben ő is meghalt La Cannet-ben.